# パルシネマしんこうえん
パルシネマしんこうえんは、 兵庫県神戸市兵庫区にある映画館。

## 概要
新開地商店街北端の湊川公園東口に所在する。戦後、芝居小屋から映画館に転身した「公園劇場」が前身。1968年に公園改修のため一旦閉館した後、1971年元日（1月1日）に「新公園劇場」の名称で開館。1983年頃に現館名に改称し、2021年元日に50周年を迎えた名画座である。

### 作品の傾向
東京を除けば数える程になった、いわゆる名画座の中ではポピュラー路線でもマニアックでもない中庸のプログラム構成の2本立て。上映期間は番組により10～16日で初日は土曜日でないことが多い。洋画館として開館したものの1994年の黒澤明監督特集以降、年に数本程度の邦画も組むようになる。最近では年間60作品程度のうち邦画の比率が高くなっていて、再上映も時によって。
全国拡大ロードショーのヒット作は少なく、やや落ち着いた作品群と単館系の作品がメインである。番組の殆どはヒューマン系を軸に楽しい映画、考えさせられる映画で時折風変わりな作品も。

### 個性
周辺よりも高いところにある公園の南部分の下に潜るように位置し、入口と東側が表の通りに面している。かつては館内で販売されているドリンク類は通常の自販機での販売価格よりも安価に設定されており、箱に入れられてセットにされた菓子も販売されていた。ロビーには毎月初めに発行されるかわら版（現在は休止中）が置かれ、スタッフの作品のレビュー、観客の投書が掲載されている。
公式ホームページはリニューアルされて大変詳しい案内が掲載され、上映作品がオススメマークと共にリストアップされている。

## 交通アクセス
- 神戸市営地下鉄山手線湊川公園駅東（改札）5番出口より20メートル右手
- 神戸高速線（阪急・阪神）新開地駅 東改札の北出口より山側へ5分、公園の手前右の坂下る途中
- 神戸電鉄 湊川駅より徒歩2分
- JR神戸線神戸駅より北西へ徒歩13分程（または三宮駅か新長田駅で地下鉄に乗り換え）